# إدوارد بانفيلد
إدوارد بانفيلد (بالإسبانية: Edward Banfield)‏ هو شخصية أعمال ومهندس أرجنتيني، ولد في 9 فبراير 1837 في إلفراكومب في المملكة المتحدة، وتوفي في 6 يوليو 1872 في لندن في المملكة المتحدة.